# Дуї Ладрах
Дуї Ладрах — (ірл. — Dui Ladrach) — верховний король Ірландії. Час правління: 547—537 до н. е. (згідно з «Історією Ірландії» Джеффрі Кітінга) [3] або 748—738 до н. е. (відповідно до «Хроніки Чотирьох Майстрів») [2]. Син Фіаху Толграха (ірл. — Fíachu Tolgrach). Він допоміг своєму батькові вбити верховного короля Ірландії Арта мак Лугдаха (ірл. — Art mac Lugdach). Потім допоміг Айргетмару (ірл. — Airgetmar) зайняти трон, убивши сина Арта мак Лугдаха — Айлілля Фінна (ірл. — Ailill Finn) та онука — Еоху мак Айлелла (ірл. — Eochu mac Ailella). Зрештою, він та син Еоху — Лугайд Лайгдех (ірл. — Lugaid Laigdech) вбили Айргетмара і Дуй Ладрах захопив трон верховних королів Ірландії. Він правив Ірландією протягом 10 років, аж поки його колишній спільник — Лугайд не вбив його. «Книга Захоплень Ірландії» синхронізує його правління з часом правління Артаксеркса III в Персії (358—338 до н. е.), що сумнівно [1].